# ディミトリ・フルキエ
ディミトリ・クリストフ・フルキエ（Dimitri Christophe Foulquier、1993年3月23日 - ）は、フランス・サルセル出身のプロサッカー選手。バレンシアCF所属。ポジションはDF。

## 経歴

### クラブ
サルセルで生まれ、グアドループのカペステール＝ド＝マリー＝ガラントで育った。
地元クラブでプレーを始め、2007年7月にフランス本土に渡りスタッド・レンヌの下部組織に入団。2011-12シーズンよりフレデリック・アントネッティ監督によってトップチームに引き上げられ、10月2日のリール戦でデビューを果たした。
2013年8月27日、グラナダCFにレンタル移籍。2014年5月24日、移籍金200万ユーロでグラナダが買い取り、5年契約を締結した。
2017年8月25日、ワトフォードFCに移籍。直後、RCストラスブールにレンタル移籍。2018年8月23日、ヘタフェCFに1シーズンレンタル移籍。2019年9月21日のマンチェスター・シティFC戦でワトフォードデビューを果たすが、前半33分で交代させられるなど不本意な結果に終わった。2020年1月、グラナダCFにシーズン終了までのレンタル移籍。
2020年7月24日、グラナダCFは買取オプションを行使し、フルキエと2023年までの契約を結んだことを発表した。
2021年8月30日、バレンシアCFと4年契約を交わした。

### 代表
各年代でフランス代表に選出されている。